# Шаховской, Дмитрий Данилович
Князь Дмитрий Данилович Шаховской — стольник, московский дворянин и воевода во времена правления Михаила Фёдоровича и Алексея Михайловича.
Из княжеского рода Шаховские. Младший сын князя Данилы Дмитриевича Шаховского по прозванию «Протас». Имел старшего брата московского дворянина, князя Семёна Даниловича.

## Биография
В 1626 году показан в жильцах. В сентябре 1627 года патриарх Филарет приказал ему быть у себя в стольниках. В 1634 году, при разборе патриарших стольников, написан в государевы стольники. В 1636—1640 годах московский дворянин. В 1638—1639 годах воевода в Рузе. В 1640 году воевода в Туле. В 1647—1648 годах на службе в Ливнах.

## Семья
Жена (с 1623): княжна Анастасия Семёновна Лыкова (ум. после 1635), дочь князя Семёна Ивановича Лыкова-Оболенского, давшего в приданое сельцо Пушкино с пустошами в Московском уезде, от брака имели единственного сына:
- Князь Шаховской Алексей-Андрей Дмитриевич (ум. 1666) — жилец.